# Blue Beetle
Pour les articles homonymes, voir Blue et Beetle.
 (juillet 2020).
Si vous disposez d'ouvrages ou d'articles de référence ou si vous connaissez des sites web de qualité traitant du thème abordé ici, merci de compléter l'article en donnant les références utiles à sa vérifiabilité et en les liant à la section « Notes et références ».
Blue Beetle (Scarabée Bleu) est un super-héros qui a connu plusieurs incarnations et plusieurs éditeurs. Il a été créé par Charles Nicholas Wojtkowski et Will Eisner.
Le Blue Beetle des origines, Dan Garret, apparaît pour la première fois dans Mystery Men Comics #1 (1939), une publication de Fox Feature Syndicate. C’est un officier de police qui possède un équipement spécial et qui utilise des vitamines pour augmenter sa capacité physique. Bien qu’il ait sa propre série, un comic strip et même des aventures radio-diffusées, il sombre dans l’oubli dans les années 1950, comme beaucoup d’autres héros de l'âge d'or des comics.
Au milieu des années 1950, Fox ferme boutique et vend les droits de Blue Beetle à Charlton Comics, qui publie sporadiquement quelques aventures de ce dernier avant de lui faire subir un lifting complet en 1966. Dans les nouvelles origines de Dan Garrett, nous apprenons que c’est un archéologue qui trouve lors de fouilles un artéfact magique datant de l’Égypte ancienne ressemblant à un scarabée.
Cependant cette série ne dure pas très longtemps.
En 1967, Charlton Comics introduit Ted Kord, un étudiant de Dan Garrett qui prend sa succession lorsque Garrett meurt. Kord est surtout un inventeur, utilisant de nombreux gadgets. Quand Charlton Comics dépose le bilan, les droits de ce Blue Beetle sont vendus à DC Comics en 1983. Ted Kord fait alors partie de plusieurs équipes de super-héros, dont la JLA.
En 2006, c’est un adolescent dénommé Jaime Reyes qui reprend le flambeau de Blue Beetle.

## Charlton Comics
Une anthologie contenant  des aventures de Blue Beetle a été éditée quand Charlton Comics a acquis les droits de ce dernier.
C’est pendant la période du Silver Age que Charlton décide de redéfinir le personnage afin d’en faire une nouvelle série régulière.

## Dan Garrett
Le nouveau Blue Beetle de Charlton n’avait de celui des origines que le nom. Ce Beetle était un archéologue qui a acquis ses pouvoirs (force décuplée et capacité de générer des éclairs) par l’intermédiaire d’une amulette en forme de scarabée  qu’il trouva lors de fouilles en Égypte. Cette amulette avait autrefois servi à emprisonner un Pharaon maléfique.
En réalité, cette version de Blue Beetle, selon les auteurs Joe Gill et Tony Tallarico, avait été prévue pour des séries plus kitsch comme "The giant mummy who was not dead". ("La momie géante qui n’était pas morte")
Dan Garret se retrouva donc dans l’Univers DC dans lequel il fit une brève apparition.

## Ted Kord
Le deuxième Blue Beetle créé par Charlton Comics (et repris plus tard par  DC Comics), Ted Kord, était un athlète confirmé et un inventeur de génie. Il était aussi l’élève de Dan Garret. Un jour, Ted et Dan se rendirent compte que Jarvis, l’oncle de Ted, avait créé une armée d’androïdes dont le but était d’envahir la Terre.
Garret se transforma en Blue Beetle devant les yeux de Ted, mais il perdit la vie dans le combat. Avant de mourir, il demanda à Ted Kord de reprendre le flambeau de Blue Beetle, mais il ne fut jamais investi des pouvoirs du scarabée.
Ted utilisa sa compagnie, Kord Industries, afin de financer ses aventures en tant que Blue Beetle. Mais il se retrouva vite en manque de fonds. Lui et son meilleur ami Booster Gold rejoignirent la JLA bien qu’ils furent toujours considérés comme des héros de seconde zone. Dans Countdown to Infinite Crisis, Blue Beetle découvre que l’organisation Checkmate a été remaniée et est dirigée par Maxwell Lord, ancien trésorier de la Ligue.
Blue Beetle infiltra le quartier général de Checkmate dans lequel il découvrit une base de données contenant des informations sur chaque métahumain vivant sur terre. Mais Blue Beetle fut capturé par Max Lord, et ce dernier l’exécuta sommairement d’une balle dans la tête.

## Jaime Reyes
Jaime Reyes est un personnage créé par Geoff Johns, Keith Giffen, John Rogers & Cully Hamner dans Infinite Crisis #3 en 2005. Jaime Reyes c'est un étudiant d'origine Latino, il a pour amis Brenda Del Vecchio & Paco.
Jaime Reyes est un adolescent fan de Batman. Sa vie change le jour où le scarabée bleu fusionne avec lui, lui permettant de devenir ce qu'il a toujours voulu être : un héros. Il pourra grâce à cela rencontrer Batman et l'aider dans certaines missions. Malheureusement pour lui, son scarabée bleu ne peut pas enlever sa maladresse et son manque de contrôle de son pouvoir lui compliquera bien la vie tant pendant ses combats que pendant sa vie d'adolescent...

## Version alternative
Dans la série Watchmen d'Alan Moore et Dave Gibbons, Le Hibou est le nom porté par deux personnages. L'idée de départ de Moore était d'utiliser tous les personnages de Charlton. Les deux Hiboux sont des références à Dan Garret et Ted Kord. On y retrouve de nombreux points communs avec le Hibou, de la personnalité au vaisseau, tout comme dans le costume (les lunettes par exemple).

## Autres médias

### Films
- Un film Blue Beetle d'Angel Manuel Soto avec Xolo Maridueña (Jaime Reyes) sorti en 2023[1]
- Jaime Reyes apparaît dans le DCAMU (un univers de films d'animation liés les uns aux autres) comme un membre des Teen Titans. Il apparaît dans les films La Ligue des justiciers vs. les Teen Titans et Teen Titans: The Judas Contract, et il fait un caméo dans Justice League Dark: Apokolips War. Il est doublé par Jake T. Austin en VO et par Florian Cléret en français.
- Ted Kord fait une brève apparition dans Teen Titans Go! le film.

### Télévision
- Smallville : Dans l'épisode 18 de la saison 10, Jaime Reyes est incarné par Jaren Brandt Bartlett et Ted Kord par Sebastian Spence.

#### Séries d'animations
- Dans Batman : L'Alliance des héros, Jaime Reyes est doublé par Will Friedle, et par Christophe Lemoine en français. Ted Kord est quant à lui doublé par Wil Wheaton (Marc Perez et Mathias Kozlowski en français).
- Young Justice : Jaime Reyes (doublé par Eric Lopez en VO et Christophe Lemoine en VF) apparaît dans la saison 2, en tant que membre de l'équipe des jeunes héros et est au centre de l'intrigue. Ici, son scarabée n'est pas un talisman mais un appareil créé par Les Reachs, partenaires de la Lumière. Dan Garrett et Ted Kord font également des apparitions en flash-backs.
- Jaime Reyes apparaît dans La Ligue des justiciers : Action, doublé par Jake T. Austin en VO et par Christophe Lemoine en français.

### Radio
Blue Beetle a été le héros d'une fiction radiophonique. Diffusée entre mai et septembre 1940, l’histoire racontait celle d’un officier de police cherchant un moyen efficace de combattre le crime. Il décida donc de se fabriquer un costume afin d’inspirer la peur dans l’esprit des criminels.

### Jeux vidéo
- DC Universe Online : jeu vidéo mettant en scène de nombreux personnages de l'univers DC.
- Scribblenauts Unmasked: A DC Comics Adventure : Les trois versions de Blue Bettle sont présentes dans la version Wii U.
- Infinite Crisis : Le Blue Beetle Jaime Reyes est jouable dans une des arènes.
- LEGO Batman 3 : Blue Beetle est l'un des personnages jouables du jeu.
- Injustice 2 : Il fait partie de ce jeu de combat qui fait suite à Injustice : Les dieux sont parmi nous.